# سوپر لیگ ۲ فوتبال یونان
سوپر لیگ ۲ فوتبال یونان (یونانی: Ελληνική Σούπερ Λίγκα 2) دومین لیگ معتبر فوتبال در کشور یونان است که در سال ۲۰۱۹ با فرمت فعلی بنیان‌گذاری شده و زیر نظر فدراسیون فوتبال یونان برگزار می‌شود.